# بیشهایم، با-رن
بیشهایم، با-رن (به فرانسوی: Bischheim) یک کمون در فرانسه است که در Canton of Bischheim واقع شده‌است.

## خصوصیات
بیشهایم ۴٫۴۱ کیلومترمربع مساحت و ۱۷٬۸۲۷ نفر جمعیت دارد و ۱۴۰ متر بالاتر از سطح دریا واقع شده‌است.